# Pèugras
Peaugres és un municipi francès situat al departament de l'Ardecha i a la regió d'Alvèrnia-Roine-Alps. L'any 2007 tenia 1.945 habitants.

## Demografia

### Població
El 2007 la població de fet de Peaugres era de 1.945 persones. Hi havia 720 famílies de les quals 126 eren unipersonals (59 homes vivint sols i 67 dones vivint soles), 244 parelles sense fills, 307 parelles amb fills i 43 famílies monoparentals amb fills.
La població ha evolucionat segons el següent gràfic:
Habitants censats

### Habitatges
El 2007 hi havia 802 habitatges, 731 eren l'habitatge principal de la família, 44 eren segones residències i 26 estaven desocupats. 747 eren cases i 53 eren apartaments. Dels 731 habitatges principals, 611 estaven ocupats pels seus propietaris, 112 estaven llogats i ocupats pels llogaters i 8 estaven cedits a títol gratuït; 1 tenia una cambra, 27 en tenien dues, 48 en tenien tres, 162 en tenien quatre i 493 en tenien cinc o més. 611 habitatges disposaven pel capbaix d'una plaça de pàrquing. A 239 habitatges hi havia un automòbil i a 466 n'hi havia dos o més.

### Piràmide de població
La piràmide de població per edats i sexe el 2009 era:
| Homes | Edats   | Dones |
| ----- | ------- | ----- |
| 0     | 95 o +  | 0     |
| 4     | 90 a 94 | 4     |
| 4     | 85 a 89 | 8     |
| 8     | 80 a 84 | 8     |
| 12    | 75 a 79 | 20    |
| 8     | 70 a 74 | 8     |
| 16    | 65 a 69 | 28    |
| 48    | 60 a 64 | 32    |
| 48    | 55 a 59 | 40    |
| 72    | 50 a 54 | 76    |
| 80    | 45 a 49 | 108   |
| 80    | 40 a 44 | 56    |
| 64    | 35 a 39 | 68    |
| 52    | 30 a 34 | 40    |
| 52    | 25 a 29 | 72    |
| 44    | 20 a 24 | 24    |
| 80    | 15 a 19 | 92    |
| 68    | 10 a 14 | 80    |
| 48    | 5 a 9   | 56    |
| 52    | 0 a 4   | 16    |

## Economia
El 2007 la població en edat de treballar era de 1.306 persones, 968 eren actives i 338 eren inactives. De les 968 persones actives 912 estaven ocupades (483 homes i 429 dones) i 57 estaven aturades (23 homes i 34 dones). De les 338 persones inactives 135 estaven jubilades, 116 estaven estudiant i 87 estaven classificades com a «altres inactius».

### Ingressos
El 2009 a Peaugres hi havia 743 unitats fiscals que integraven 2.038 persones, la mediana anual d'ingressos fiscals per persona era de 20.212 €.

### Activitats econòmiques
Dels 78 establiments que hi havia el 2007, 5 eren d'empreses alimentàries, 6 d'empreses de fabricació d'altres productes industrials, 15 d'empreses de construcció, 19 d'empreses de comerç i reparació d'automòbils, 4 d'empreses d'hostatgeria i restauració, 1 d'una empresa d'informació i comunicació, 2 d'empreses financeres, 9 d'empreses de serveis, 11 d'entitats de l'administració pública i 6 d'empreses classificades com a «altres activitats de serveis».
Dels 15 establiments de servei als particulars que hi havia el 2009, 1 era una autoescola, 2 paletes, 2 guixaires pintors, 1 fusteria, 2 lampisteries, 2 electricistes, 3 perruqueries i 2 restaurants.
Dels 7 establiments comercials que hi havia el 2009, 3 eren fleques, 1 una fleca, 1 una peixateria, 1 una botiga de roba i 1 una joieria.
L'any 2000 a Peaugres hi havia 36 explotacions agrícoles que ocupaven un total de 722 hectàrees.

## Equipaments sanitaris i escolars
L'únic equipament sanitari que hi havia el 2009 era una farmàcia.
El 2009 hi havia 2 escoles elementals.

## Poblacions més properes
El següent diagrama mostra les poblacions més properes.